# ویلترود پروبست
ویلترود پروبست (آلمانی: Wiltrud Probst؛ زادهٔ ۲۹ مهٔ ۱۹۶۹) یک تنیس‌باز اهل آلمان است.